# The Square Capital Tower
The Square Capital Tower est un gratte-ciel de bureaux au Koweït, il devrait être terminé et mesurer 376 mètres pour 70 étages.